# Bitwa w górach Gvozd
Bitwa w górach Gvozd – bitwa stoczona pomiędzy wojskami chorwackimi a węgierskimi w 1097 roku w okolicach gór Gvozd (obecnie Petrova gora) w trakcie węgierskiej inwazji na mającą problemy wewnętrzne po śmierci króla Dymitra Zwonimira Chorwacji.
W wyniku bezpotomnej śmierci Dymitra Zwonimira, władcy węgierscy wysuwali regularnie pretensje do chorwackiego tronu. Wykorzystując wewnętrzny nieład armia madziarska przekroczyła rzekę Drawę i pod wodzą króla Kolomana najechała terytorium chorwackie, starając się dotrzeć do wybrzeży Adriatyku. Po błyskawicznym zajęciu Dalmacji armia madziarska natrafiła na zdecydowany opór wojsk chorwackich w okolicach gór Gvozd pod wodzą króla Piotra Svačicia, który początkowo planował umocnić Knin i tam bronić się przed nieprzyjacielem.
Bitwa zakończyła się zdecydowaną klęską Chorwacji. Strona chorwacka odniosła bardzo poważne straty, a w wyniku samej bitwy zginął Piotr Svačić, ostatni rodzimy król.
Zwycięstwo Węgier umożliwiło kontynuowanie podboju Chorwacji, które zakończone zostało w 1102 roku, kiedy to Koloman koronował się na króla chorwackiego. Nawiązała się tym samym unia personalna pomiędzy Węgrami a Chorwacją, która przetrwała aż do 1918 roku.